# Friedrich Eberhard zu Hohenlohe-Kirchberg
Friedrich Eberhard Prinz zu Hohenlohe-Kirchberg (* 21. Oktober 1737 in Kirchberg; † 21. Januar 1804 ebenda) war ein deutscher Prinz aus dem Haus Hohenlohe, württembergischer Oberstleutnant, Kommandant des Hohenasperg und  Kirchenlieddichter.

## Familie
Friedrich Eberhard war der Sohn von Karl August zu Hohenlohe-Kirchberg (1707–1767) und dessen Ehefrau Gräfin Susanne Margarete Louisa von Auersperg (1712–1748), Tochter des Grafen Wolf Engelbert zu Auersperg (1664–1723), Herr zu Altschloss-Burgstall. Er war ein Halbbruder des Fürsten Christian Friedrich Karl zu Hohenlohe-Kirchberg (1729–1819). Am 10. April 1778 heiratete er Gräfin Albertine Renate zu Castell-Remlingen (* 2. Juni 1735; † 21. Januar 1804), Tochter des Grafen Wolfgang Georg II. zu Castell-Remlingen (1694–1735).

## Kirchenlieder
Der Prinz zu Hohenlohe-Kirchberg schrieb „Morgen- und Abendandachten auf 12 Wochen“, die eine weite Verbreitung fanden, und weitere 30 geistliche Lieder.

## Belege und Anmerkungen
1. ↑  Johann Justus Herwig: Entwurf einer genealogischen Geschichte des hohen Hausses Hohenlohe, Schillingsfürst 1796, S. 192.
2. 1 2  Eduard Emil Koch: Geschichte des Kirchenlieds und Kirchengesangs mit besonderer Rücksicht auf Würtemberg: Die Dichter und Sänger, Belser 1847, S. 496.
3. ↑  Gottlieb Wenzeslaus Weis: Versuch einer Theorie und geschichtlichen Uebersicht des Kirchenliede, Breslau, 1842, S. 269.
4. ↑  Franz Carl Wissgrill: Schauplatz des landsässigen Nieder-Oesterreichischen Adels vom Herren- und Ritterstande, Band I, Wien 1794, S. 272.
5. ↑  Angelfire.com: Stammbaum Castell, abgerufen am 18. Oktober 2021.
6. ↑  Hermann Beck: Die religiöse Volkslitteratur, Verlag Friedrich Andreas Perthes, Gotha 1891, S. 271.

| Personendaten    | Personendaten                                    |
| ---------------- | ------------------------------------------------ |
| NAME             | Hohenlohe-Kirchberg, Friedrich Eberhard zu       |
| ALTERNATIVNAMEN  | Hohenlohe-Kirchberg, Friedrich Eberhard Prinz zu |
| KURZBESCHREIBUNG | württembergischer Oberstleutnant                 |
| GEBURTSDATUM     | 21. Oktober 1737                                 |
| GEBURTSORT       | Kirchberg                                        |
| STERBEDATUM      | 21. Januar 1804                                  |
| STERBEORT        | Kirchberg                                        |